# Bobsleigh als Jocs Olímpics d'Hivern de 1932 - Quatre homes
Als Jocs Olímpics d'Hivern de 1932 celebrats a la ciutat de Lake Placid (Estats Units d'Amèrica) es disputà una prova de bobsleigh a quatre persones, que unida a la prova de 2 persones formà part del programa oficial de bobsleigh als Jocs Olímpics d'Hivern de 1932. La prova es disputà entre elss dies 14 i 15 de febrer de 1932 a les instal·lacions de Lake Placid.

## Comitès participants
Hi participaren un total de 28 competidors de 5 comitès nacionals diferents:
| - Alemanya (8) - Estats Units (8) - Itàlia (4) - Romania (4) - Suïssa (4) |

## Resum de medalles
| Or                                                                           | Argent                                                                             | Bronze                                                                           |
| Estats Units · USA IBilly Fiske · Edward Eagan · Clifford Gray · Jay O'Brien | Estats Units · USA IIHenry Homburger · Percy Bryant · Paul Stevens · Edmund Horton | Alemanya · Alemanya IHanns Kilian · Max Ludwig · Hans Mehlhorn · Sebastian Huber |

## Resultats
| Lloc | Equip                  | Participants                                                       | Ronda 1 | Ronda 2 | Ronda 3 | Ronda 4 | Final   |
| ---- | ---------------------- | ------------------------------------------------------------------ | ------- | ------- | ------- | ------- | ------- |
| 1    | Estats Units · USA I   | Billy Fiske Eddie Eagan Clifford Gray Jay O'Brien                  | 2:00.52 | 1:59.16 | 1:57.41 | 1:56.59 | 7:53.68 |
| 2    | Estats Units · USA II  | Henry Homburger Percy Bryant Paul Stevens Edmund Horton            | 2:01.77 | 2:01.09 | 1:58.56 | 1:54.28 | 7:55.70 |
| 3    | Alemanya · Alemanya I  | Hanns Kilian Max Ludwig Hans Mehlhorn Sebastian Huber              | 2:03.11 | 2:01.34 | 1:58.19 | 1:57.40 | 8:00.04 |
| 4    | Suïssa · Suïssa II     | Reto Capadrutt Hans Eisenhut Charles Jenny Oscar Geier             | 2:06.81 | 2:03.40 | 2:01.47 | 2:00.50 | 8:12.18 |
| 5    | Itàlia · Itàlia I      | Teofilo Rossi Agostini Lanfranchi Gaetano Lanfranchi Italo Casini  | 2:07.87 | 2:06.62 | 2:07.94 | 2:01.78 | 8:24.21 |
| 6    | Romania · Romania I    | Alexandru Papană Alexandru Ionescu Ulise Petrescu Dumitru Hubert   | 2:09.09 | 2:14.32 | 2:02.00 | 1:58.81 | 8:24.21 |
| 7    | Alemanya · Alemanya II | Walther von Mumm Hasso von Bismarck Gerhard Hessert Georg Gyssling | 2:11.59 | 2:11.72 | 2:07.89 | 2:04.25 | 8:35.45 |